# ゆうメール
ゆうメールは、日本郵便株式会社により提供されている、冊子とした印刷物（書籍や雑誌、カタログ）や電磁記録媒体を割安な運賃で送付できる郵便に含まれない運送サービス。
ゆうメールは、第一種郵便物とは違い、信書の送達に利用することは出来ない。なお、荷物を送る場合に添付できる文書（郵便法第4条第3項但書にいう「貨物に添付する無封の添え状又は送り状」）については手紙#郵便法における信書を参照。また、「荷物」扱いであるが、レターパック等と異なり、冊子等や電子媒体等、送付可能なものには制限がある（詳細は利用条件参照）。
2018年9月1日より「規格外」の扱いを廃止、受付終了となる（定形外郵便物の「規格外」は存続する）。

## 概要
かつては「書籍小包郵便物」や「カタログ小包郵便物」というサービスで、1998年9月1日に統合されて「冊子小包郵便物」となった。2007年10月1日の郵政民営化に伴い郵便物ではなくなり、名称が「ゆうメール」となった。2009年度時点で、郵便物、国際郵便およびゆうパックが軒並み引受数を減らす中で、ゆうメールのみが前年度比で引受数を増やしていた。2018年度の36億5,042万3,000通をピークに減少傾向にある。

## サービス内容

### 利用条件
- 日本郵便のゆうパケット約款に記載がある。
- 冊子とした印刷物又は電磁的記録媒体を内容とするものに限る。
  - 電磁的記録媒体とは、電子的方法、磁気的方法その他の人の知覚によって認識することができない方法による記録に係る記録媒体をいい、FD、CD、MD、DVD、レコード、ビデオテープ、カセットテープ、クレジットカード、パソコンのハードディスク、カメラのフィルム、レントゲン写真等が含まれる[3]。
  - 無封の添え状又は送り状のほか、注文又は返信を促すための払込書、商品見本等を添付することができる。
- 寸法等「規格内」。
  - 34cm×25cm×3cm以内、かつ、重量1kg以内
- 寸法等「規格外」 - 2018年8月31日まで（ただし数量割引を適用する場合は現在も利用できる）。
  - 縦・横・高さの合計が170センチメートル以内、重量3kg以内で、「規格内」を超えるもの（ただし数量割引を適用する場合は重量4kg以内とすることがある）。
  - 規格外は運賃が高く設定されている。
- 重量ごとに基本運賃が決まる（全国均一）。
- 外装には表面に「ゆうメール」又は「冊子小包」を明記する。
- 以下のいずれかの方法で、内容物が確認できるようにする。
  - 封筒や袋の一部を切り欠く。
  - 包装の一部に無色透明な部分を設け、内容品の大部分を透視できるようにする。
  - 密封する場合には、内容品の見本を窓口で提示する。

### 差出方法
差出方法は、郵便窓口のほか、郵便ポストにも差出できる。郵便料金は、切手貼付するか窓口で現金払いする。なお、料金後納、料金受取人払の制度も利用できる。オプションサービスは後述。

### 配達方法
郵便受けに原則配達する。郵便受けに入らないほど大型のゆうメールは手渡し配達となる。
詳細は、ゆうパケット約款に細かな記載がある。
2021年10月より、土曜日・日曜日・休日の配達休止がホームページ上に予告された。

### 補償（損害賠償）
滅失や毀損があった場合に郵便料金が返金される。ただし、損害賠償を請求する者は、その郵便料金を払ったことを証明する必要がある。

#### 大口割引
大口割引として、
- 同時または1か月間に500個以上発送する場合に運賃を割り引く「特別運賃（1）」（通称：特月間1）
- 同時または1か月間に5,000個以上発送する場合に更に運賃を割り引く「特別運賃（2）」（通称：特月間2）

がある。
1年間に3,000万個以上発送する超大口利用者は、重量4キログラムまで利用できる。
なお、佐川急便の「飛脚ゆうメール」、ヤマト運輸の「クロネコゆうメール」（令和6年2月1日引受開始）のように、他の運送事業者が「大口利用者」となって、自社で引き受けた荷物を日本郵便経由で配送する事例も存在する。

### 大口割引適用時における特例
特別運賃が適用され料金後納とする場合、内容物の制限が緩和され、信書でなければ冊子としない印刷物も内容物とすることができる。

### 合わせて利用できるオプションサービス
以下のオプションを合わせて利用できる。
- 速達
- 書留
  - 一般書留（引受時刻証明、配達証明、本人限定受取を含む）
  - 簡易書留
- 特定記録
- 代金引換 - 使用するラベル自体は一般郵便物用と兼用である。
- 配達日指定
- 着払い[7]

## ゆうメール関係のサービス

### 追跡ゆうメール
追跡ゆうメールは、日本郵便と契約した大口事業者しか差し出しできない、記録扱いのゆうメールである。追跡番号のバーコードがついているため、追跡サービスで配送状況の確認ができる。メール便を強く意識したサービスといえる。なお、以前は、配達日の朝に一括して配達完了の端末入力が行われていたため、追跡サービスで「配達完了」と表示されていても実際にはまだ配達されていないことがあった。郵便種別の表示方法は詳細には規定されていないが、荷物の宛名面に黒地の白抜き文字で「ゆうメール追跡」と表示している事例が多く、分かりやすい明瞭な表示である。以前は日曜・祝日に配達していなかったが、2010年10月からは日曜・祝日にも配達が行われている。
このサービスは以前は正式名称がなかったため、民営化前は「バーコード付き冊子小包」、民営化直後は「バーコード付きゆうメール」などとも呼ばれていたが、2010年ごろからは一般に「追跡ゆうメール」と呼ばれている。
2016年5月時点で、日本郵便ウェブサイトの「日曜日や祝日にも配達されるサービス」に「ゆうメール（追跡情報を入力する普通扱いのもの）」として記載があったが、2016年12月時点ではポスパケットとともに削除され、ゆうパケットに置き換えられている。

### 心身障害者用ゆうメール
日本郵便が指定する図書館と身体に重度の障害がある者または知的障害の程度が重い者との間で、図書を貸出しまたは返却のために発送する際に低料金で利用できる。重量3キログラム以内。
外装には表面に「図書館用ゆうメール」と（図書館から差し出すものについては、これに加え図書館の名称および所在地を）明記しなければならない。

### ゆうパケット・クリックポスト
ゆうパケット・クリックポストの各項目を参照。約款上はまとめて記述がある。なお、同じ荷物扱いであるが、価格や仕組み的にこちらのほうがお得なケースもある。例えば、2021年10月以降、ゆうメールは土曜・日曜・祝日は配達しないことが決まっているが、ゆうパケットやクリックポストは配達するため、投函する曜日や配達先の地域によってはゆうメールよりも早く到着する場合がある。

## 約款
日本郵便は、ゆうパケット約款に、ゆうメールの約款を定めている。（現時点でゆうメール約款は存在しない）

## 商標問題
「ゆうメール」は、ダイレクトメール業者の株式会社札幌メールサービス が2004年に商標登録しており、同社は東京地裁に使用差し止めを求める訴訟を起こした。2012年1月12日、東京地裁は日本郵便による商標権侵害を認め、「ゆうメール」の使用差し止めを命じた。
その後、日本郵便は控訴したが、2012年9月13日、知財高裁（飯村敏明裁判長）で和解が成立した。和解内容は明らかになっていないが、日本郵便が「ゆうメール」の商標を使用できる内容とみられる。